# Z Cars
Z Cars (a veces escrito Z-Cars) fue una serie dramática de televisión producida por la BBC, basada en el trabajo policíaco en una ciudad ficticia del norte de Inglaterra, un suburbio de Liverpool. La serie fue emitida entre 1962 y 1978, para un total de 803 episodios. Al final de su primera temporada de 13 semanas, la serie ya contaba con 14 millones de telespectadores. Elogiada y criticada a la vez por su realismo, la serie fue pionera también en el uso de técnicas propias de la filmación de largometrajes de cine y de documentales.
La serie es considerada, junto con otra famosa producción de la BBC, la serie de ciencia ficción Doctor Who, un fenómeno de culto.
Sus principales protagonistas incluyeron a Stratford Johns (inspector jefe de detectives Barlow), Frank Windsor (sargento de detectives Watt), James Ellis (Bert Lynch), Jeremy Kemp (PC Steele), Colin Welland (PC Graham), Joss Ackland (subínspector jefe de detectives Todd) y Brian Blessed («Fancy» Smith), entre muchos otros actores británicos que se consagraronm en las siguientes décadas. Los detectives Barlow y Watt protagonizaron también los spin-off, también de la BBC, Softly, Softly (1966-1969) y su secuela, Softly, Softly: Taskforce (1969-1976), ambas series derivadas de Z Cars, entre otras secuelas.
La relativa dureza para su época, con algunos personajes como el policía Steele que maltrataba su esposa, o temas que no se trataban en televisión, como la pobreza o el racismo, contrastaban con la imagen relativamente tranquila de la policía británica creada por otra serie de la BBC, Dixon of Dock Green (1955-1976), también protagonizada por Jack Warner y basada en el personaje que interpretó en la película The Blue Lamp (1950), a pesar de que el personaje en la película muere asesinado. Este contraste tuvo como consecuencia un endurecimiento del guion de Dixon, una serie que en su momento había sido alabada por los críticos por su «realismo», en uno de sus primeros episodios de 1956: «The Rotten Apple» («La manzana podrida»). En ese episodio, Dixon arresta a un compañero suyo, interpretado por Paul Eddington, afirmando que «No hay nada peor que un policía corrupto... la especie más baja que se arrastra por esta tierra de Dios». Aun así, nunca llegó al realismo del Z Cars, ni mucho menos a la crudeza mostrada por la serie de la ITV, The Sweeney (1975-1978), un retrato aún más crudo del trabajo policial.
Creada por el guionista Troy Kennedy Martin, quien más tarde escribiría el guion del largometraje The Italian Job a lo largo de los años, otros guionistas de la serie incluyeron a John Hopkins, cuyo papel para Judi Dench como delincuente juvenil inspiraría la miniserie Talking to a Stranger (1966), papel con el que Dench ganaría el Premio Bafta a la mejor actriz de televisión de 1968, además de directores como Douglas Camfield y Ken Loach.

## Artistas que actuaron en la serie
- Joss Ackland[9]
- Brian Blessed[2]
- Joseph Brady[2]
- Judi Dench (1963)[14]
- James Ellis[2]
- Stratford Johns[2]
- Jeremy Kemp[2]
- Leonard Rossiter (1963)[15]
- Nicholas Smith (1972-75)[16]
- Colin Welland[2]
- Frank Windsor[2]